# Karl Duldig
Karl Duldig (geboren 29. Dezember 1902 in Przemyśl, Österreich-Ungarn; gestorben 11. August 1986 in Malvern, Melbourne) war ein österreichisch-australischer Bildhauer.

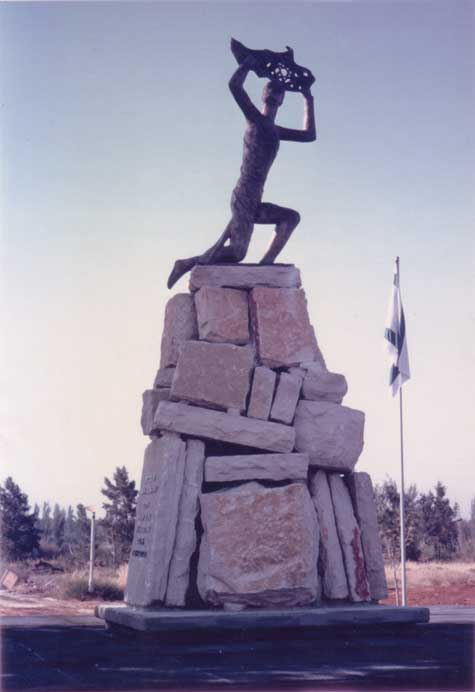
Karl Duldig: Dawn, Kriegsdenkmal für Hakoah und Maccabi, Tel Aviv (1968)

## Leben
Karl Duldig war ein Sohn des Marcus Duldig und der Eidla Nebenzahl. Bei Ausbruch des Ersten Weltkriegs 1914 zog die Familie nach Wien, wo Karl Duldig von 1921 bis 1925 die Kunstgewerbeschule beim Bildhauer Anton Hanak besuchte. Danach studierte er an der Akademie der Bildenden Künste Wien und war von 1930 bis 1933 Meisterschüler bei Josef Müllner. Er heiratete 1931 die Künstlerin Slawa Horowitz (1901–1975), ihre Tochter Eva de Jong-Duldig (1938–) war eine australische Tennisspielerin. Von 1933 bis 1938 teilte er ein Atelier mit Arthur Fleischmann.
Duldig betrieb verschiedene Sportarten, er spielte Tennis und Tischtennis und war Ersatztorhüter beim SC Hakoah Wien hinter Wilhelm Halpern, gab das Fußballspielen aber 1925 nach einer Verletzung auf.
Nach dem Anschluss Österreichs 1938 floh die Familie in die Schweiz, ein Teil der in Europa verbliebenen Verwandten wurde Opfer des Holocaust. Im Mai 1939 gelangten sie in die britische Kronkolonie Singapur, wo sie versuchten, mit einer Kunstschule ihren Lebensunterhalt zu bestreiten. Duldig wurde nach Kriegsausbruch 1939 als Enemy Alien inhaftiert und 1940 mit der Familie in ein Internierungslager in Tatura im australischen Bundesstaat Victoria deportiert. Als er sich für den Hilfsdienst in der australischen Armee meldete, wurde er 1942 freigelassen und 1946 eingebürgert.
Duldig wohnte seit Dezember 1943 in Melbourne, wo er mit seiner Frau ein Keramikstudio betrieb. Von 1945 bis 1967 war er Lehrer an der Mentone Grammar School. Er gewann 1956 den Victorian Sculptor of the Year Award.